# Atrane
Un atrane est un composé organique tricyclique possédant une liaison dative transannulaire apicale impliquant l'atome d'azote en tête de pont (structure de gauche ci-dessous). La liaison transannulaire doit être nettement plus courte que la somme des rayons de Van der Waals des deux atomes, ce qui indique une réelle liaison.

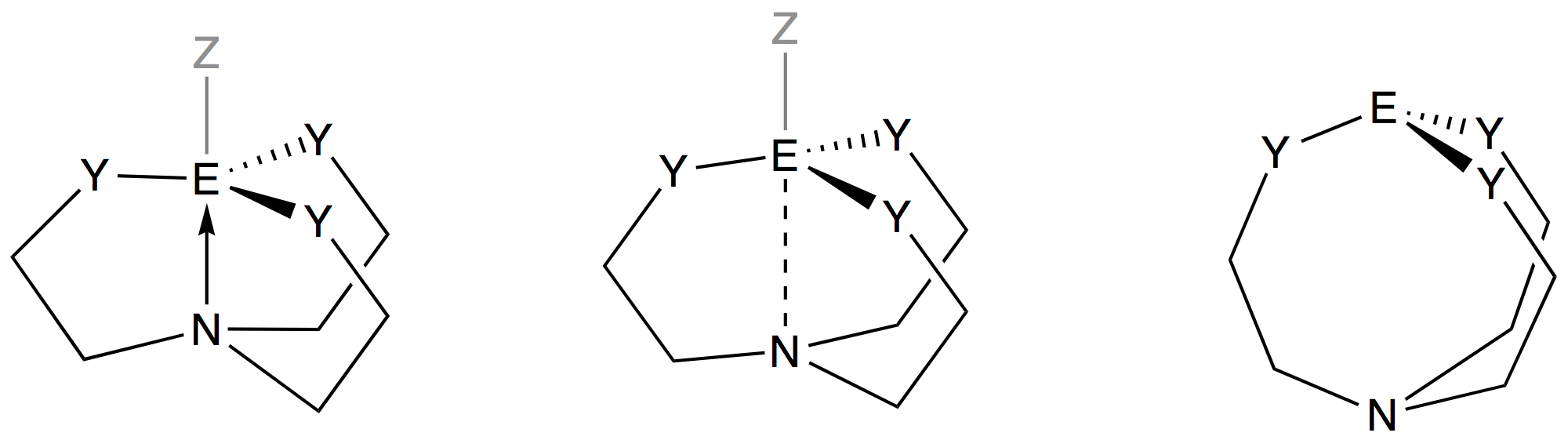
Structure générale des atranes (gauche), quasiatranes (centre) et proatranes (droite).

Lorsque la liaison apicale n'est que légèrement plus courte ou égale à la somme des rayons de Van der Waals, on parle de quasiatrane (structure au centre), alors que lorsqu'il n'y a pas de liaison nette entre l'atome d'azote et l'atome désigné E, on parle de proatrane (structure de droite). On trouve également les graphies quasi-atrane et pro-atrane.

## Nomenclature
Fin 2014, la nomenclature de ces composés n'a pas encore fait l'objet de recommandations de la part de l'IUPAC mais un certain consensus apparait dans la communauté scientifique :
1. Au nom de base "atrane", on ajoute un préfixe de la nomenclature de remplacement en accord avec la nature de l'atome noté E : phospha pour le phosphore, germa pour le germanium, sila pour le silicium, etc. Par exemple, un phosphatrane ou un silatrane ;
2. Parce que les premiers atranes ont été préparés à partir de la triéthanolamine (notée "tren"), c'est-à-dire avec Y = O dans le schéma ci-dessus, on considère que les atomes notés Y sont des atomes d'oxygène par défaut. Lorsque c'est le cas, on n'ajoute aucun préfixe. Dans les autres cas, en revanche, on ajoute au nom obtenu en 1 un préfixe de la nomenclature de remplacement correspondant à l'atome Y : aza pour l'azote, carba pour le carbone, etc. Par exemple, un azaphosphatrane ;
3. Finalement, on ajoute le préfixe quasi, pro ou aucun selon les règles données en introduction. Par exemple, un proazaphosphatrane.